# Gens Acília
La gens Acília (llatí: gens Acilia) va ser una família romana. Els seus noms familiars foren Aviola, Balb i Glabrió, i, almenys les dues últimes, eren d'origen plebeu.